# 링 (1999년 영화)
《링》(영어: The Ring Virus)은 일본 소설가 스즈키 고지의 소설 《링》을 원작으로 한 1999년에 개봉한 대한민국의 공포 영화이다. 한국과 일본의 합작 프로젝트인 이 버전에서는 박은서가 저주받은 비디오테이프의 제작자로 등장한다. 영화 제작자들은 이 영화가 오직 소설만을 각색했다고 주장했지만, 여성 주인공을 등장시키는 등 몇 가지 측면에서 소설과 다르고 1998년 영화 《링》과 유사한 부분이 있다. 비디오테이프 속 장면들과 영화의 클라이맥스를 포함한 여러 장면들이 직접적으로 복제되었다.
영화 제작 당시, 한국은 일본 문화 수입에 대한 금지령을 시행하고 있었다. 이로 인해 원작 영화가 국내에서 개봉될 수 없었고, 이 작품이 한국 시장을 위한 한일 합작 리메이크로 의뢰되었다. 1998년 말경에 금지령이 해제되었으나, 영화 제작은 이미 거의 완성 단계에 이르렀고, 영화는 1999년 6월 12일에 개봉되었다.

## 줄거리
십대 상미가 세 명의 친구들과 동시에 자신의 집에서 의문의 죽음을 맞는다. 그의 이모이자 기자인 선주는 네 명의 십대들이 모두 호텔 리조트에서 하룻밤을 묵었다는 사실을 발견하고 더 깊이 조사하기로 결심한다. 상미의 호출기에 있던 암호 같은 메시지와 리조트 방명록에 남겨진 쪽지를 따라가던 선주는 표시되지 않은 비디오테이프를 발견하고 시청한다. 비디오에는 이상하고 겉보기에 서로 관련 없는 영상들이 담겨 있는데, 해일 장면과 짙은 사투리로 말하는 노파의 모습을 포함하며, 오래된 우물 장면과 함께 테이프를 본 사람은 일주일 후에 죽을 것이라는 메시지로 끝난다. 테이프의 나머지 부분은 덮어씌워져 있다. 선주가 테이프를 본 후, 전화를 받게 되는데 목소리가 아닌 테이프에 있던 것과 동일한 오르골 같은 음악이 들려온다.
선주는 네 명의 십대들을 부검한 최열 박사를 방문하여 그에게 테이프를 보여주고, 그 과정에서 복사본을 만든다. 두 사람은 함께 테이프의 출처와 죽음의 저주를 풀 방법을 추적하기 시작한다. 테이프 속 장면들은 그들에게 이것이 카메라가 아닌 초능력을 사용한 인간의 마음에 의해 만들어졌다고 믿게 한다. 그들의 조사는 뛰어난 초능력자 박은서의 기록을 발견하게 된다. 한편, 선주의 딸 보람이 테이프를 보게 되어 선주에게 저주를 풀어야 할 더 큰 동기가 생긴다.
선주와 최열은 은서의 섬 고향을 방문하여 그가 해일을 예측함으로써 이름을 알렸다는 사실을 알게 된다. 은서의 어머니 정숙 역시 유명한 초능력자였으나, 능력 시연에 실패한 후 절벽에서 몸을 던졌다. 그들은 또한 은서가 클럽 가수로 일할 때 샤워하는 모습을 다른 직원이 훔쳐봤고, 그 직원이 나중에 죽은 채 발견되었다는 이야기도 듣는다. 폭풍이 섬을 강타할 때, 선주와 최열은 은서의 집을 찾아내는데, 그곳에는 그의 사촌 오경필이 그린 강렬한 초상화가 있다.
두 사람은 경필을 방문하고, 즉시 그를 비디오테이프에서 본 인물로 알아본다. 경필은 자신이 한때 요양원에 입원했었고, 은서가 그를 돌보러 왔다고 인정한다. 어느 날, 그는 오래된 우물 근처에서 은서를 강간했고, 그 과정에서 은서가 간성(間性)이었다는 사실을 발견한다. 공포에 사로잡힌 그는 은서를 목 졸라 죽이고 시신을 우물에 버렸다. 요양원이 현재 휴양 리조트가 위치한 곳에 있었다는 사실을 알게 된 선주와 최열은 답을 찾기 위해 그곳으로 돌아간다. 발코니 아래 좁은 공간에서 그들은 오래된 우물을 발견한다. 선주의 일주일 기한이 다가오는 가운데, 그들은 우물 안으로 내려가 양동이로 물을 퍼내기 시작한다. 선주는 은서의 해골을 발견하고, 그의 기한이 지나가자 두 사람은 저주가 풀렸다고 믿는다.
최열의 기한이 다가오자, 그는 깨달음에 사로잡힌다. 그의 텔레비전이 저절로 켜지면서 테이프 끝부분에 있던 우물을 보여주고, 은서의 유령이 TV에서 기어 나와 최열을 죽인다. 선주는 저주가 풀리지 않았다는 사실에 충격을 받지만, 최열의 흩어진 책들을 보고 저주를 실제로 풀 수 있는 방법을 깨닫는다: 비디오테이프를 복사하여 다른 사람에게 보여주는 것, 마치 바이러스처럼 복제하는 것이다. 선주는 보람을 구하기 위해 부모님 집으로 운전해 가서 그들에게 테이프를 보여주려 한다.

## 캐스팅
- 신은경 : 홍선주 역
- 정진영 : 최열 역
- 김창완 : 김 기자 역
- 배두나 : 박은서 역
- 윤주상 : 박 노인 역
- 김진만 : 오경필 역
- 조민경 : 상미 역
- 박신영 : 며느리 역
- 강진우 : 영민 역
- 김지선 : 보람 역
- 김주연 : 어린 은서 역
- 권남희 : 상미 모 역
- 이지산 : 상미 부 역
- 김윤미 : 박정숙 역
- 이형수 : 엘비스 장 역
- 이상빈 : 멸치 역
- 나민주 : 지연 역
- 유연수 : 오 박사 역
- 김꽃지 : 혜진 역
- 서승희 : 작가 역
- 손영순 : 상미 조모 역
- 김도식 : 상미 조부 역
- 원창연 : 연구소 직원 역
- 김애라 : 노파 역
- 박찬임 : 경아 역
- 양현태 : 창수 역
- 이남현 : 동준 역
- 심산 : 미대학생들 역
- 윤병기 : 미대학생들 역
- 강숙 : 미대학생들 역

## 같이 보기
- 1999년 대한민국의 영화 목록